# Maluso
Maluso è una municipalità di quarta classe delle Filippine, situata nella Provincia di Basilan, nella Regione Autonoma nel Mindanao Musulmano.
Maluso è formata da 20 baranggay:
- Abong-Abong
- Batungal
- Calang Canas
- Fuente Maluso
- Guanan North (Zone I)
- Guanan South (Zone II)
- Limbubong
- Mahayahay Lower (Zone I)
- Mahayahay Upper (Zone II)
- Muslim Area
- Port Holland Zone I Pob. (Upper)
- Port Holland Zone II Pob. (Shipyard Main)
- Port Holland Zone III Pob. (Samal Village)
- Port Holland Zone IV (Lower)
- Port Holland Zone V (Shipyard Tabuk)
- Taberlongan
- Tamuk
- Townsite (Pob.)
- Tubigan
- Upper Garlayan